# Priboiești, Mehedinți
Priboiești este un sat în comuna Husnicioara din județul Mehedinți, Oltenia, România.